# Darla (Angel)
Pour les articles homonymes, voir Darla.
Darla est le 7e épisode de la saison 2 de la série télévisée Angel. Dans cet épisode, Angel décide de retrouver Darla. Celle-ci vit chez Lindsey McDonald, un des avocats de Wolfram & Hart. Cet épisode comporte de nombreux flashbacks sur Darla, Angel, Drusilla et Spike.

## Synopsis
Angel, obsédé par Darla, cherche à la retrouver. Il retrouve sa trace dans un appartement de Wolfram & Hart et se rend compte que son âme commence à la torturer. 
De son côté, Darla, après avoir séduit Lindsey McDonald, est en pleine crise d'identité, ne sachant plus si elle est Darla le vampire ou la femme qu'elle était avant. Elle recherche alors l'aide d'Angel et s'enfuit des locaux de Wolfram & Hart en abattant un gardien, mais elle est rattrapée peu après. Holland Manners décide alors de l'abattre et Angel, prévenu par Lindsey, vient la sauver. On apprend alors que tout n'était que mise en scène de la part d'Holland Manners pour que Darla et Angel se retrouvent et qu'Angel sauve l'âme de Darla. Cette dernière, pour être libérée de sa culpabilité, demande à Angel de la transformer à nouveau en vampire, ou au moins de la tuer. Devant le refus d'Angel, elle s'enfuit. 
Parallèlement à cet épisode, de nombreux flashbacks concernant Darla et sa liaison avec Angel sont présents dans cet épisode : 
- 1609, Colonie de Virginie : Darla, encore humaine, est une prostituée atteinte de la syphilis et à l'article de la mort. Le Maître la transforme en vampire.
- 1760, Londres : Darla présente le Maître à Angel. Les deux vampires étant en désaccord concernant leur vision des vampires, Darla choisit de suivre Angel par amour.
- 1880, Londres : Drusilla aperçoit Spike, encore humain.
- 1898, Roumanie : après la malédiction lancée à Angel, Darla essaye de négocier avec les gitans son annulation mais Spike l'en empêche involontairement en s'attaquant au campement. Angel les quitte.
- 1900, Chine, pendant la révolte des Boxers : Angel a retrouvé Darla et essaye de la convaincre de le reprendre, mais son âme l'empêche de tuer un bébé pour se nourrir. Il s'enfuit. Pendant ce temps, Spike vient de tuer une tueuse de vampires.

## Production
Les scènes de la ville chinoise durant le flashback se déroulant pendant la révolte des Boxers ont été tournées dans un ranch en modifiant un décor créé pour représenter un village mexicain dans un film, le chef décorateur Stuart Blatt ayant réalisé que les deux architectures étaient en fait assez proches. Ce décor a été réutilisé pour le village dans les épisodes de la fin de la saison 2 à Pylea.
Aux États-Unis, cet épisode a été diffusé le même jour que La Faille, épisode de Buffy contre les vampires. Bien que les histoires soit indépendantes, deux flashbacks, vécus à travers des points de vue différents, sont présents dans les deux épisodes : la transformation en vampire de Spike, et la révolte des Boxers, où Angel revient pendant que Spike élimine une Tueuse de vampires.

## Statut particulier
Cet épisode est essentiel pour la mythologie du Buffyverse, se concentrant sur l'histoire de Darla et ses rapports avec Angel. C'est l'épisode favori de l'actrice Julie Benz.
Noel Murray, du site A.V. Club, estime que l'épisode forme avec La Faille « un merveilleux diptyque », « un admirable moment de télévision » où les deux épisodes, bien qu'indépendants, ont encore plus de signification vus l'un après l'autre. Ryan Bovay, du site Critically Touched, lui donne la note maximale de A+, évoquant un épisode au « scénario fort et au style visuel saisissant » qui est une « expérience mémorable et gratifiante, spécialement pour les fans les plus acharnés » et ajoutant que « la riche atmosphère imprégnant les événements importants qui se déroulent donne à Darla une sensation d'épopée ». Pour Nikki Stafford, dans Once Bitten, la qualité de son scénario et de ses décors ainsi que le fait que chaque flashback comporte des éléments renvoyant directement aux sentiments actuels des personnages en font « l'un des meilleurs épisodes de toute la série ». 

## Distribution

### Acteurs crédités au générique
- David Boreanaz : Angel
- Charisma Carpenter : Cordelia Chase
- Alexis Denisof : Wesley Wyndam-Pryce
- J. August Richards : Charles Gunn

### Acteurs crédités en début d'épisode
- Mark Metcalf : Le Maître
- Christian Kane : Lindsey McDonald
- Sam Anderson : Holland Manners
- Julie Benz : Darla
- Juliet Landau : Drusilla
- James Marsters : Spike